# 鑽石山駅
鑽石山駅（さんせきざんえき）は香港九龍黄大仙区鑽石山にある、香港鉄路（MTR）観塘線・屯馬線の駅である。

## 歴史
- 1979年10月1日 - 観塘線の駅が開業[1]。
- 2020年2月14日 - 屯馬線の駅が開業[2]。

## 駅構造

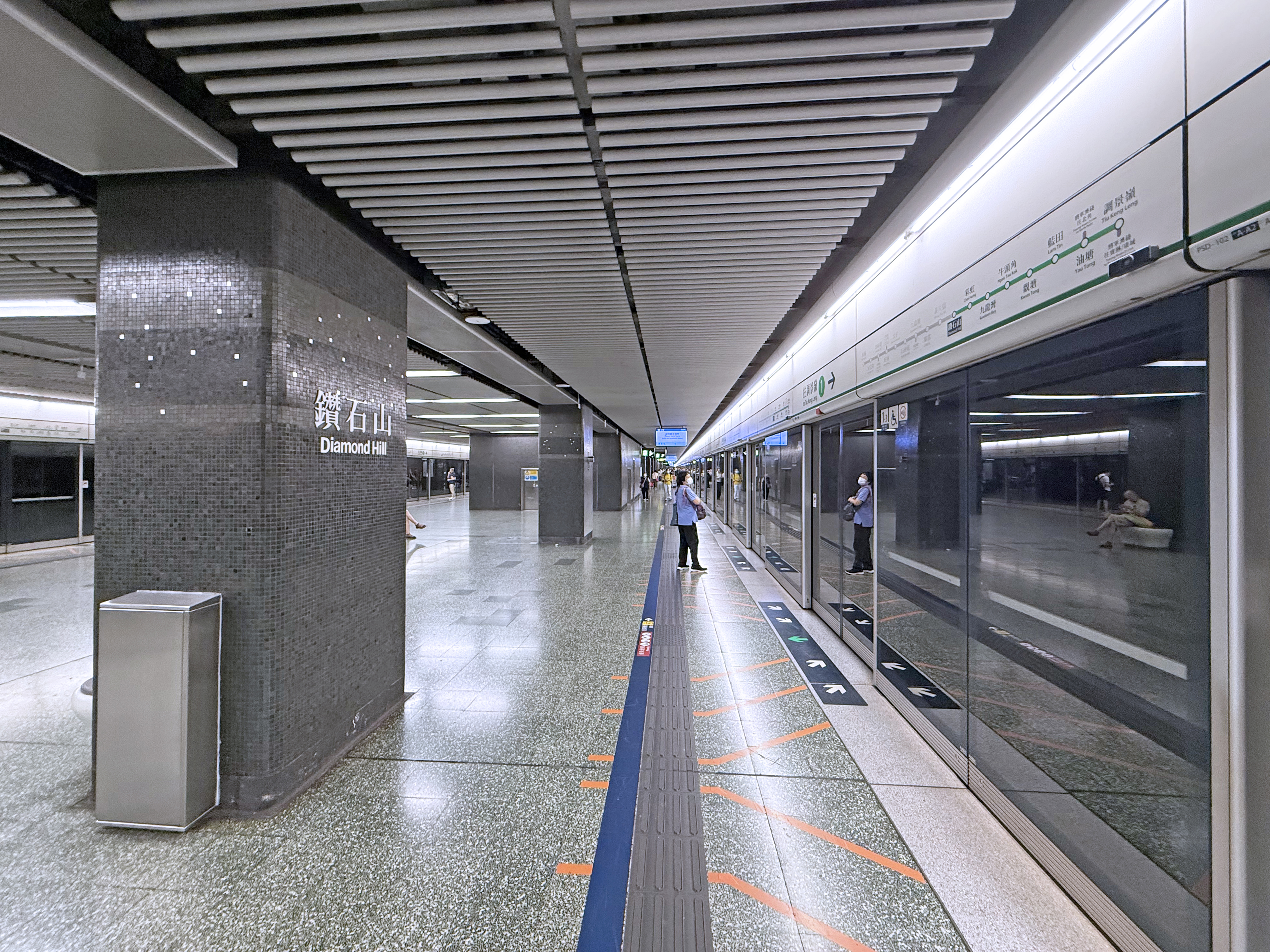
観塘線ホーム

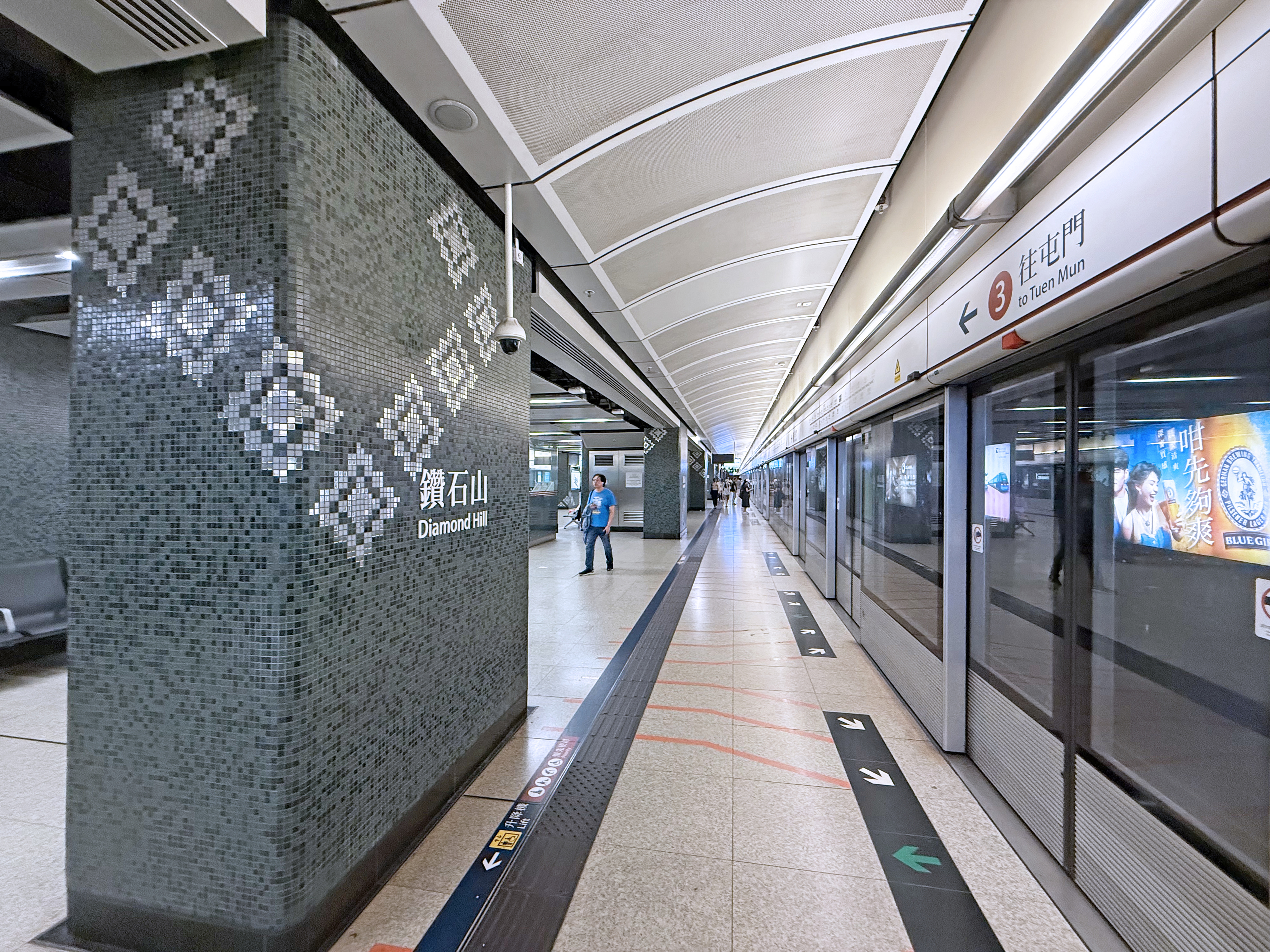
屯馬線ホーム

地下駅。観塘線、屯馬線ともにそれぞれ島式ホーム1面2線を有しており、ホームドア完備。出入口は5ヶ所ある。

### 駅階層
| G 地面          | -                              | 出口、公共交通ハブ                                   |  |
| L2 コンコース   | コンコース                     | サービスセンター、駅商店、恒生銀行、自動券売機、 ATM |  |
| L3 観塘線ホーム | ➊番線                          | →■観塘線 調景嶺方面→                                 |  |
| L3 観塘線ホーム | 島式ホーム、右側のドアが開く。 |                                                      |  |
| L3 観塘線ホーム | ➋番線                          | ←■観塘線 黄埔方面                                    |  |
| L5 屯馬線ホーム | ➍番線                          | ←■屯馬線 烏渓沙方面                                  |  |
| L5 屯馬線ホーム | 島式ホーム、左側のドアが開く。 |                                                      |  |
| L5 屯馬線ホーム | ➌番線                          | ■屯馬線 屯門方面→                                    |  |

### 駅構内店舗・サービス
駅商店
- 7-Eleven
- 美心西餅（中国語版、広東語版）
- 鴻福堂（中国語版、広東語版）健康快線
- 零食物語
- 争鮮自助寿司
- 聖安娜餅屋（中国語版、広東語版）

自動サービス
- 恒生銀行ATM
- 中国銀行（香港）ATM服務中心
- 自動販売機

### 駅出口
| 出口番号     | 出口表示   | 目的地 |
| ------------ | ---------- | --- |
| 出口 · A · 1 | 龍蟠苑     | 悦庭軒、鳳鑽苑、鳳礼苑、鳳徳邨、香港小童群益会、鳳徳社区中心、龍蟠苑、礼賢会恩慈学校、聖博徳天主教小学                         |
| 出口 · A · 1 | 龍蟠苑     | 車椅子対応エスカレータ・視覚障害者通路                                                                                         |
| 出口 · A · 2 | 龍蟠苑     | 彩虹道、龍翔道南、新蒲崗、啓鑽苑、彩虹道、龍翔道                                                                               |
| 出口 · A · 2 | 龍蟠苑     | 視覚障害者通路 |
| 出口 · B     | 采頤花園   | 嘉諾撒小学（新蒲崗）、龍翔道、采頤花園                                                                                         |
| 出口 · C · 1 | 荷里活広場 | 龍蟠街、大磡道 |
| 出口 · C · 2 | 荷里活広場 | 仏教志蓮中学、志蓮浄苑、真鐸学校、鑽石山浸信会、星河明居、宏景花園、斧山道、南蓮園池、荷里活広場、蒲崗村道学校村、公共交通ハブ |

## 駅周辺
- DON DON DONKI Plaza Hollywood店（2023年5月24日オープン[4]）

## 隣の駅
香港鉄路
■觀塘線
黄大仙駅 - 鑽石山駅 - 彩虹駅
■屯馬線
啓徳駅 - 鑽石山駅 - 顯徑駅